# إدارة الخدمات الميدانية
إدارة الخدمات الميدانية (FSM) هي محاولة تهدف إلى
1. الجدولة ثم
2. التحسين من أجل
3. الإنجاز

عمليات الخدمة العملية التجارية والمعلومات المطلوبة من قِبل الشركات التي ترسل فرق عمل من الفنيين أو غيرهم من الموظفين الآخرين «إلى الميدان» (أو خارج المكتب). إن عملية التحسين صعبة (ولكنها ليست مستحيلة، نظرًا لأنها تنطوي على جدولة متعددة وإيفاد فنيين إلى مواقع مختلفة، مع تقليل التكلفة والحفاظ على خدمة عملاء جيدة. وتشير إدارة الخدمات الميدانية بشكل أكثر شيوعًا إلى الشركات التي تحتاج إلى إدارة عمليات تركيب الأنظمة أو الأجهزة أو خدمتها أو صيانتها.

## التحديات
يواجه مجال إدارة الخدمات الميدانية العديد من التحديات التي تتطلب في نهاية المطاف إنشاء وتنفيذ عمليات.
- تحويل الخدمة إلى سلعة
- طلب العملاء والتوقعات العالية
- ارتفاع تكلفة الوقود وصيانة المركبات وحمل المخزون
- الضغط لدعم الإيرادات المتعلقة بالخدمات
- فقدان البيانات التحليلية وبيانات الخدمة
- عدم وجود تواصل لحظي
- تحسين سلسلة الخدمة

ولحل المشاكل المتمثلة في وجود الكثير من هذه التحديات، تقوم الشركات بتطبيق حل إدارة الخدمات الميدانية.

## أربعة مجالات أساسية في حل إدارة الخدمات الميدانية
- القدرة على إدارة العملاء التي تتضمن الحساب والبيع والدعم الفني وبوابة العملاء
- إدارة الأجزاء على نحو شامل
- تحسين معدل الإرسال وتطوير قوى العمل
- التطبيقات المؤسسية المحمولة المتكاملة

## التنقل وإدارة الخدمات الميدانية

### دور التنقل في إدارة الخدمات الميدانية
لقد بدأت الشركات في استخدام التنقل لتحسين الاتصال بالميدان وزيادة الإنتاجية وتبسيط إجراءات العمل وتعزيز خدمة وولاء العملاء. والتنقل يبسط العديد من عمليات الخدمة الميدانية مثل جمع البيانات باستخدام سمات مثل: ماسحات الشفرة الخيطية، RFID، ونظام تحديد المواقع العالمي. وتجمع برامج الخدمة الميدانية العديد من الوظائف وتوحدها في حل واحد. وفي كثير من الأحيان يقدم مقدمو حلول إدارة الخدمة الميدانية تطبيقات برمجية للعملاء خاصة بـالجدولة والإرسال والجرد وإدارة البيانات. وقد تستخدم البرامج المتنقلة أيضًا قواعد بيانات تحتوي على تفاصيل بشأن معدات العملاء ومتطلبات الوصول ومخزون القطع. ويتكامل العديد من حلول إدارة الخدمات الميدانية مع برامج أخرى مثل برامج المحاسبة مثل IFS Applications وQuickBooks وSAP وMainpac وOracle وMFGPro وما شابه ذلك. وفي المجمل، يعتقد الكثير من المستخدمين أن التنقل يتيح للفنيين المدنيين أن يتم إعدادهم على نحو أفضل واتخاذ قرارات أكثر ذكاءً وخدمة المزيد من العملاء.

## البرمجيات

### الميزات
- تتبع الأسطول والمخزون
- الوصول إلى السجلات التفصيلية الخاصة بالعملاء والأصول
- إرسال أمر الخدمة الآلي أو اليدوي
- تحديث حالة العمل عن بُعد
- العمليات البسيطة لالتقاط بيانات العملاء والأصول
- إنشاء الإخطارات وأوامر الخدمة على الفور
- عمليات التكامل مع الطرف الثالث والأنظمة المساندة

## فوائد التنقل
- يكون الفنيون أكثر استعدادًا لاستكمال ومنع الأعطال بسرعة وبفاعلية[بحاجة لمصدر]
- التحليل اللحظي لحالة العمل المتنقل [5]
- زيادة معدل الإصلاح لأول مرة
- تقليل التكاليف غير المباشرة وتكاليف الإدارة المرتبطة إدارة الخدمات الميدانية القائمة على الورق وإدخال البيانات
- الحفاظ على مسار مراجعة إلكتروني للامتثال التنظيمي الكامل وتجنب الغرامات
- زيادة الإنتاجية
- تقليل تكاليف الامتثال لاتفاقية مستوى الخدمة وحمل المخزون
- المحافظة على العملاء
- تقليل العوائد المفقودة وتقصير دورات الفوترة

## التكنولوجيا
- منذ عام 2005م، حدث انفجار هائل في تكنولوجيا الهواتف المحمولة وعرض النطاق الترددي لخدمات الهواتف المحمولة، الأمر الذي أتاح زيادة هائلة في تطبيقات وبرامج الهواتف المحمولة الجديدة كحلول خدمات للشركات الأصغر حجمًا.
- أصبحت أجهزة الهواتف المحمولة أكثر قوة بكثير
- أصبحت أجهزة الهواتف المحمولة أرخص ثمنًا بكثير
- باتت شركات الاتصالات قادرة على توفير سرعة أفضل لنقل البيانات.
- هناك الآن برمجيات بمثابة حلول خدمية قيد التطوير للأعمال الصغيرة للاستفادة من الهواتف الذكية الجديدة وقدرات البيانات.

## السوق
تشير تقديرات شركة غارتنر إلى أن اختراق السوق بالنسبة لتطبيقات الخدمة الميدانية قد بلغ 25% من السوق الذي يمكن الوصول إليه. ولا يمكن حساب مبيعات البرمجيات في سوق إدارة الخدمات الميدانية إلا على نحو تقريبي. حيث أن شركات التوريد المملوكة للقطاع الخاص وبعض موردي خدمات تخطيط موارد المؤسسات (على سبيل المثال (إنفور وآي بي إم وأوراكل وساب) لا تكشف عن مبيعات البرمجيات في مجال إدارة الخدمات الميدانية. وتقدر أبحاث شركة غارتنر إيرادات تطبيقات إنجاز الخدمات الميدانية وبرامج إدارة القوى العاملة، بدون إيرادات الخدمات، بحوالي 308 مليون دولار في عام 2011م (ومن المتوقع أن تصل إلى 329 مليون دولار بحلول 2013م).